# Marquette (Schiff)
Die Marquette war ein 1898 in Dienst gestelltes Passagier- und Frachtschiff, das in den ersten Jahren für die amerikanische Atlantic Transport Line im Dienst war und ab 1905 unter belgischer Flagge von der Red Star Line im Nordatlantikverkehr eingesetzt wurde. Während des Ersten Weltkriegs diente das Schiff als Truppentransporter, bis es am 23. Oktober 1915 von einem deutschen U-Boot versenkt wurde. Dabei kamen 167 Menschen ums Leben.

## Das Schiff
Die Marquette wurde eigentlich für die Wilson, Furness & Leyland Line in Auftrag gegeben, die 1896 aus dem Zusammenschluss der Leyland Line, der Wilson Line und Furness, Withy & Co. mit Sitz in West Hartlepool entstanden war. Das Schiff wurde unter dem Namen Boadicea gebaut und hatte vier etwa baugleiche Schwesterschiffe, die alle 1897–1898 bei verschiedenen Werften gebaut wurden. Die anderen waren die Victoria (6.849 BRT), die Alexandria (6.919 BRT), die Cleopatra (6.889 BRT) und die Winifreda (6.833 BRT). Alle fünf Schiffe hatten einen Schornstein, einen Propeller und vier Masten.
Das 7.057 BRT große aus Stahl gebaute Dampfschiff Boadicea wurde bei Alexander Stephen and Sons in Glasgow gebaut und lief dort am 25. November 1897 als vorletztes der fünf Schwesterschiffe vom Stapel. Es war mit einer Dreifachexpansions-Dampfmaschine ausgestattet, die 770 nominale PS leistete und eine Reisegeschwindigkeit von 14 Knoten ermöglichte. Die Passagierunterkünfte waren für 120 Reisende der Ersten Klasse konzipiert. Das Schiff hatte drei Decks, zwei Einender- und zwei Doppelender-Kessel, sieben wasserdichte Schotts und sieben Frachträume, in denen insgesamt 1.100 Tonnen Fracht verstaut werden konnten.
Am 15. Januar 1898 lief die Boadicea in Glasgow zu ihrer Jungfernfahrt nach New York aus. Im Februar 1898 begann sie mit den regulären Fahrten von London nach New York. Kurz danach wurde sie mit ihren Schwesterschiffen von der US-amerikanischen Reederei Atlantic Transport Line gekauft, die Ersatz für ihre von der US-Regierung im Spanisch-Amerikanischen Krieg verwendeten Dampfer benötigte. Alle fünf Schiffe wurden in diesem Zuge umbenannt. Aus der Victoria wurde die Manitou, aus der Alexandria die Menominee, aus der Cleopatra die Mohegan¸ aus der Winifreda die Mesaba (I) und aus der Boadicea die Marquette.
Für jedes der Schiffe zahlte die Atlantic Transport Line 140.000 Pfund Sterling (nach damaligem Geldwert). Nach der Übernahme machte die Boadicea noch eine einzige Atlantiküberquerung unter ihrem ursprünglichen Namen, bevor sie am 15. September 1898 in Marquette umbenannt wurde. Bei der Abfahrt vom Londoner Royal Albert Dock am 16. Oktober 1899 waren die Schauspieler Sir Henry Irving und Ellen Terry unter den Passagieren, die zu einer gemeinsamen Tour durch die USA aufbrachen. Zwischen März 1898 und Februar 1905 lief das Schiff insgesamt 42 Mal in den Hafen von New York ein.
Im Februar 1901 verlor die Marquette während einer Überfahrt unter dem Kommando von Kapitän Thomas F. Gates zwei Blätter ihres Propellers, konnte die Reise aber bei einer durchschnittlichen Geschwindigkeit von 10 Knoten aus eigener Kraft fortsetzen. Im Mai 1903 stieß sie im Ärmelkanal bei Nebel mit dem Schiff Preussen zusammen, das ebenfalls auf dem Weg nach New York war. Beide Schiffe liefen Southampton zur Reparatur an.

## Red Star Line
Als im Jahr 1900 die neuen Ozeandampfer Minneapolis und Minnehaha in Dienst gestellt wurden, wurden die älteren Schiffe nicht mehr benötigt und zum Teil verkauft. Die Manitou ging bereits 1902 an die Red Star Line, die sie in Poland umbenannte und bis 1914 auf der Route Antwerpen–Philadelphia einsetzt. Die Marquette vollendete im März 1904 ihre letzte Fahrt für die Atlantic Transport Line und wurde im September 1905 ebenfalls auf die Route von Antwerpen nach Philadelphia gesetzt. Sie wurde zudem mit drahtloser Telegrafie ausgestattet und erhielt das Rufzeichen MNQ. Im August 1914 unternahm die Marquette ihre letzte Fahrt von Antwerpen nach Boston und Philadelphia. Zwischen Oktober und Dezember 1914 vollendete sie drei Überfahrten von London nach New York für ihre ehemaligen Eigner, die Atlantic Transport Line. Ihr Heimathafen Antwerpen war zu dem Zeitpunkt bereits in deutscher Hand. Anschließend diente sie dem britischen Militär als Truppentransporter und wurde zu diesem Zweck mit grauer Tarnfarbe angestrichen.

## Versenkung
Am Nachmittag des 19. Oktober 1915 legte die Marquette unter dem Kommando von Kapitän John Bell Findlay in Alexandria (Ägypten) zu einer regulären Truppenfahrt nach Thessaloniki (Griechenland) ab. Das Schiff fuhr in einem Geleitzug, der von dem französischen Zerstörer Tirailleur eskortiert wurde. An Bord waren 95 Besatzungsmitglieder und 646 Passagiere, darunter 22 Offiziere und 588 Soldaten des 29th Division Ammunition Column der Royal Field Artillery, 8 Offiziere, 9 NCOs (Non-Commissioned Officers) und 77 weitere Ränge des New Zealand Medical Corps sowie 36 Krankenschwestern des No. 1 New Zealand Stationary Hospital. Zur Ladung gehörten Waffen sowie 541 Tiere, hauptsächliche Pferde und Esel. Zu den Rettungsmitteln gehörten 14 Rettungsboote und 35 Flöße mit einer Gesamtkapazität für 1.196 Personen.

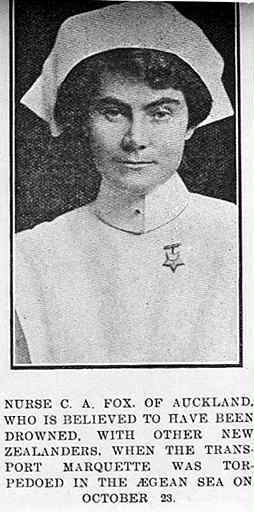
Catherine Fox, eine der getöteten Krankenschwestern.

Am Abend des 22. Oktober verließ die Tirailleur den Konvoi, da das Ziel fast erreicht war. Etwa 35 Meilen vor Thessaloniki im Thermaischen Golf wurde die konstant bei 9 Knoten fahrende Marquette am Morgen des 23. Oktober 1915 von dem deutschen U-Boot U 35 (Kapitänleutnant Waldemar Kophamel) entdeckt und ohne Vorwarnung angegriffen. Um 09.15 Uhr wurde der Dampfer von einem Torpedo getroffen und sank innerhalb von 13 Minuten mit dem Bug voran und bei schwerer Schlagseite. Flöße und Rettungsbojen wurden während des Untergangs über Bord geworfen. Auf der Steuerbordseite riss sich ein mit Krankenschwestern besetztes Rettungsboot von der Fallleine los, sodass es vertikal hing und seine Insassen ins Wasser warf.
167 Menschen kamen durch die Versenkung ums Leben, darunter 29 Besatzungsmitglieder, 10 Krankenschwestern und 128 Soldaten. Die Überlebenden, darunter der Arzt Ebenezer Teichelmann, wurden von britischen und französischen Patrouillenbooten und Zerstörern aufgenommen, darunter die Lynn und die Mortier. Manche wurden erst nach sieben Stunden aus dem Wasser gerettet. Nach dem Unglück wurde beschlossen, dass medizinisches Personal nicht mehr an Bord von Truppentransportern oder sonstigen militärischen Einheiten reisen durfte.
Das Wrack der Marquette liegt in etwa 80 Metern Tiefe.